# El comte Sandorf
El comte Sandorf (títol original en francès: Mathias Sandorf) és una pel·lícula franco-hispano-italiana de Georges Lampin, estrenada el 1963. Ha estat doblada al català.

## Argument[2]
Al Segle XIX, en un estat indeterminat d'Europa del Sud, un ric aristòcrata, el comte Mathias Sandorf, es rebel·la contra el seu govern despòtic. La seva lluita s'embolica pel fet que la seva filla Élisabeth està enamorada del coronel Frederic de Rotenbourg, governador de província, amb qui Sandorf estarà fatalment confrontat. Pren part, no obstant això, per la defensa del poble oprimit, després és detingut i condemnat a mort. Aconsegueix evadir-se, i ha de socórrer la seva filla detinguda per un sinistre conspirador. Després d'haver aconseguit alliberar-la, es converteix en el cap de l'aixecament general. És de nou capturat i, a punt de ser afusellat, és alliberat pel poble que condueix a la victòria. Atorga la mà de la seva filla a Frédéric de Rotenbourg que va ser el seu lleial enemic.

## Repartiment
- Louis Jourdan: Mathias Sandorf
- Francisco Rabal: Frederic de Rotenbourg
- Serena Vergano: Elisabeth Sandorf
- Renaud Mary: Sarcany
- Bernard Blier: Toronthal
- Valeria Fabrizzi: Helene
- Antoine Balpêtré: Bathory
- Daniel Cauchy: Pescade
- Michel Etcheverry: el capellà
- Carl Studer: Matifou
- Antonio Casas: Zathmar
- Henri Crémieux: el president